# یوسف اسحاق‌پور
یوسف اسحاق‌پور (زادهٔ ۲۴ اسفند ۱۳۱۸ – درگذشتهٔ ۲۴ مهر ۱۴۰۰)، نویسنده، پژوهشگر و جستارنویس ایرانی فرانسوی بود. او همچنین استاد تاریخِ هنر و تاریخِ سینما در دانشگاه دکارت پاریس بود. از وی بیش از چهل عنوان کتاب منتشر شده که عمدتاً درحوزه‌های سینما، هنر، تاریخ و فلسفه و ادبیات‌اند.

## زندگی‌نامه
یوسف اسحاق‌پور زاده ۲۴ اسفند ۱۳۱۸ در خانواده‌ای یهودی در تهران بود. او در ۱۸ سالگی به قصد تحصیل در رشتهٔ سینما عازم فرانسه شد. در آغاز در مدرسهٔ لویی لومیر فیلم‌برداری خواند و سپس در ایدک (مؤسسهٔ مطالعات عالی سینماتوگرافیک) به تحصیل در رشته‌های کارگردانی و مونتاژ پرداخت و در فرانسه ماندگار شد. وی سپس تحصیلات خود در فلسفه را در دانشگاه سوربن و تاریخ هنر و جامعه‌شناسی را در دانشسرای عالی علوم کاربردیِ پاریس ادامه داد. به لطف ژان میتری با حوزهٔ نظری سینما و به لطف لوسین گلدمن با آثار لوکاچِ جوان و مارکس آشنا شد. بعدها آدورنو و بنیامین نیز به حوزهٔ اندیشهٔ او راه یافتند.
گذر از شرق به غرب او را به سمت مکانی ناکجاآبادی سوق داد که زمینه را برای فعالیت در عرصهٔ جستارنویسی هموار کرد. جستارهای او هر چند شامل حوزه‌های فلسفه، سیاست و ادبیات نیز می‌شوند اما اساساً به اندیشه‌ورزی دربارهٔ تصویر، چه در حوزهٔ سینما (تک‌نگاری‌هایی دربارهٔ اورسن ولز، ویسکونتی، اُزو، ساتیاجیت رای، کیارستمی و چندین مجموعه جستار دربارهٔ کلیت سینما یا فیلم‌ها و سینماگران خاص) و چه در حوزهٔ نقاشی (پوسن، کوربه، دوشان، موراندی، ...) اختصاص یافته‌اند. مفصل ‌ترین اثر او، کتابی دو هزار صفحه‌ای در سه جلد درباره اورسن ولز  است که نتیجه سی‌ سال پژوهش اسحاق‌پور درباره او است.
البته حرکت در این مسیر باعث نشد اسحاق‌پور ایران را فراموش کند. سه جستار دربارهٔ مینیاتور ایرانی، صادق هدایت و شهره فیض‌جو از کارهای او دربارهٔ هنر ایرانی به‌شمار می‌روند. اسحاق‌پور در حوزهٔ عکاسی نیز فعالیت داشت و پنج مجموعه عکس منتشر کرد.

## درگذشت
یوسف اسحاق‌پور در ۲۴ مهر ۱۴۰۰ در پاریس درسن ۸۱ سالگی درگذشت.